# 茨田郡
- 令制国一覧 > 畿内 > 河内国 > 茨田郡
- 日本 > 近畿地方 > 大阪府 > 茨田郡

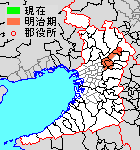
大阪府茨田郡の位置

茨田郡（まったぐん）は、かつて河内国・堺県・大阪府にあった郡。

## 郡域
1880年（明治13年）に行政区画として発足した当時の郡域は、概ね下記の区域にあたる。
- 守口市の全域
- 門真市の全域
- 大阪市鶴見区の一部（今津南、今津中、今津北、横堤以東）
- 枚方市の一部（菊丘南町、菊丘町、高塚町、岡山手町、岡東町より南西および川原町・香里ケ丘の各一部）
- 寝屋川市の一部（下神田町、中神田町、東神田町、清水町、錦町、東大利町、早子町、八坂町、平池町、豊野町、緑町、三井南町、成田南町、成田東が丘より北西および日之出町・本町・三井が丘の各一部）
- 大東市の一部（諸福、太子田、赤井、氷野、大東町より北西）

## 歴史

### 古代
『播磨国風土記』に「河内国茨田郡の枚方の里」の記述が見える。大宝2年（702年）頃に交野郡が分置された。「まんだ（まむた）のこおり」とも呼ばれた。

#### 式内社
『延喜式』神名帳に記される郡内の式内社。
| 神名帳             | 神名帳     | 神名帳 | 神名帳         | 比定社           | 比定社                   | 比定社 | 集成 |
| 社名               | 読み       | 格     | 付記           | 社名             | 所在地                   | 備考   | 集成 |
| ------------------ | ---------- | ------ | -------------- | ---------------- | ------------------------ | ------ | ---- |
| 茨田郡 5座（並小） |            |        |                |                  |                          |        |      |
| 堤根神社           | ツツミネノ | 小     |                | （論）堤根神社   | 大阪府門真市宮野町       |        |      |
| 堤根神社           | ツツミネノ | 小     | （参）堤根神社 | 大阪府門真市稗島 |                          |        |      |
| 津島部神社         | ツシマベノ | 小     | 鍬靫           | 津島部神社       | 大阪府守口市金田町       |        |      |
| 細屋神社           | ホソヤノ   | 小     | 鍬             | 細屋神社         | 大阪府寝屋川市太秦桜が丘 |        |      |
| 高瀬神社           | タカセノ   | 小     |                | 高瀬神社         | 大阪府守口市馬場町       |        |      |
| 意賀美神社         | オカミノ   | 小     |                | 意賀美神社       | 大阪府枚方市枚方上之町   |        |      |
| 凡例を表示         |            |        |                |                  |                          |        |      |

### 近世以降の沿革
- 「旧高旧領取調帳」に記載されている明治初年時点での支配は以下の通り。○は村内に寺社除地[2]が存在。なお旧高旧領取調帳では高槻藩所領(永井飛騨守知行所)が伊加賀村、枚方村、泥町村の3村にあったと記載しているが、「大阪府全志」などではこれらもすべて高槻藩預地だったとする[3]。（1町83村）

| 知行   | 知行                 | 村数     | 村名 |
| ------ | -------------------- | -------- | --- |
| 幕府領 | 幕府領（代官支配）   | 1町 52村 | 大枝村、西橋波村、南寺方村、○北寺方村、○稗島村、焼野村、桑才村、下村、○浜村、○安田村、○三ツ島村、○諸福村、○新田村、○氷野村、赤井村、岸和田村、下馬伏村、北島村、打越村、下島頭村、○上島頭村、上馬伏村、巣本村、○南十番村、○土居村、○守口町、北十番村、○下島村、大庭八番村、大庭二番村、○大庭六番村、北村、○大庭七番村、門真一番下村、○門真一番上村、○門真二番村、門真三番村、門真四番村、馬場村、○世木村、○東橋波村、黒原村、仁和寺村、対馬江村、池田下村、池田中村、池田川村、神田村、田井村、○今津村、三組新田、三島新田、○平池村 |
| 幕府領 | 幕府領（高槻藩預地） | 6村      | ○出口村、○中振村、○走谷村、岡新町村、○岡村、○三矢村 |
| 幕府領 | 京都守護職役知       | 2村      | ○諸口村、○横堤村 |
| 幕府領 | 旗本領               | 13村     | 横地村、○野口村、○常称寺村、大庭三番村、大庭四番村、大庭五番村、○東村、○金田村、○点野村、○石津村、葛原村、○三井村、○郡村 |
| 幕府領 | 幕府領・旗本領       | 2村      | 藤田村、梶村 |
| 藩領   | 美濃加納藩           | 5村      | ○大庭一番村、木屋村、太間村、○高柳村、○大利村 |
| 藩領   | 摂津高槻藩           | 3村      | ○伊加賀村、○枚方村、泥町村 |

- 慶応4年

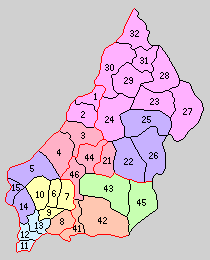
1.枚方町 2.蹉跎村 3.友呂岐村 4.九個荘村 5.庭窪村 6.大和田村 7.四宮村 8.南郷村 9.二島村 10.門真村 11.今津村 12.古宮村 13.諸堤村 14.三郷村 15.守口町（水色：大阪市 左紫：守口市 桃：枚方市 赤：寝屋川市 橙：大東市 黄：門真市 21 - 32は交野郡 41 - 46は讃良郡）

  - 2月 - 幕府領（代官支配）・旗本領が大坂裁判所司農局の管轄となる。
  - 5月2日（1868年6月21日） - 大坂裁判所司農局の管轄地域が大阪府司農局の管轄となる。
  - 6月8日（1868年7月27日） - 大阪府司農局の管轄地域が大阪府南司農局の管轄となる。
- 明治2年
  - 1月20日（1869年3月2日） - 大阪府南司農局の管轄地域が河内県の管轄となる。
  - 8月2日（1869年9月7日） - 河内県の管轄地域が堺県の管轄となる。
- 明治3年
  - 12月25日（1871年2月14日）  - 高槻藩預地が堺県の管轄となる。この時堺県へ移管された村名には伊加賀村、枚方村、泥町村も含まれ、本郡内の高槻藩領(または預地)は消滅[3]。
- 明治4年
  - 7月14日（1871年8月29日） - 廃藩置県により藩領が加納県の管轄となる。
  - 11月22日（1872年1月2日） - 第1次府県統合により、全域が堺県の管轄となる。
- 明治7年（1874年）1月22日 - 大区小区制の堺県での施行により、河内国第2大区・河内国第3大区となる。
- 明治13年（1880年）4月15日 - 郡区町村編制法の堺県での施行により、行政区画としての茨田郡が発足。三矢村の浄念寺に「枚方郡役所」が設置され、交野郡・讃良郡とともに管轄。枚方郡役所はまもなく改称して「茨田交野讃良郡役所」となる。
- 明治14年（1881年）2月7日 - 大阪府の管轄となる。
- 明治16年（1883年）（1町78村）
  - 南十番村・北十番村・大庭八番村・下島村が合併して八雲村となる。
  - 池田下村・池田中村・池田川村が合併して池田村となる。
- 明治18年（1885年）（1町75村）
  - 大枝村・馬場村・世木村が合併して高瀬村となる。
  - 南寺方村・北寺方村が合併して寺方村となる。
- 明治19年（1886年）（1町69村）
  - 大庭三番村・大庭四番村・大庭六番村が合併して大日村となる。
  - 門真一番上村・門真一番下村・門真二番村・門真三番村・門真四番村が合併して門真村となる。
  - 大庭一番村・大庭二番村・大庭五番村が合併して佐太村となる。
  - 讃良郡御領村・太子田村の所属郡が本郡に変更。
- 明治22年（1889年）4月1日 - 町村制の施行により、下記の町村が発足。（2町13村）
  - 枚方町 ← 枚方村、三矢村、泥町村、伊加賀村、岡村、岡新町村（現・枚方市）
  - 蹉跎村 ← 中振村、出口村、走谷村（現・枚方市）
  - 友呂岐村 ← 太間村、郡村、三井村、田井村、木屋村、平池村、石津村（現・寝屋川市）
  - 九個荘村 ← 高柳村、池田村、葛原村、大利村、神田村、対馬江村、黒原村、仁和寺村、点野村（現・寝屋川市）
  - 庭窪村 ← 佐太村、大日村、大庭七番村、八雲村、東村、北村、藤田村、金田村、梶村（現・守口市）
  - 大和田村 ← 横地村、常称寺村、野口村、打越村、北島村（現・門真市）
  - 四宮村 ← 上馬伏村、下馬伏村、上島頭村、下島頭村、巣本村、岸和田村（現・門真市）
  - 南郷村 ← 赤井村、御領村、氷野村、太子田村、諸福村、新田村（現・大東市）
  - 二島村 ← 三ツ島村、稗島村（現・門真市）
  - 門真村 ← 門真村、桑才村（現・門真市）
  - 今津村 ← 今津村、三組新田（現・大阪市鶴見区）
  - 古宮村 ← 浜村、下村、安田村、焼野村（現・大阪市鶴見区）
  - 諸堤村 ← 諸口村、横堤村、三島新田（現・大阪市鶴見区）
  - 三郷村 ← 高瀬村、東橋波村、西橋波村、寺方村（現・守口市）
  - 守口町 ← 守口町、土居村（現・守口市）
- 明治29年（1896年）4月1日 - 郡制の施行のため、「茨田交野讃良郡役所」が管轄する各郡の区域をもって北河内郡が発足。同日茨田郡廃止。

## 行政
枚方郡長→堺県茨田・交野・讃良郡長
| 代 | 氏名     | 就任年月日                | 退任年月日               | 備考         |
| -- | -------- | ------------------------- | ------------------------ | ------------ |
| 1  | 匝瑳胤常 | 明治13年（1880年）4月16日 | 明治14年（1881年）2月6日 | 大阪府に移管 |

大阪府茨田・交野・讃良郡長
| 代 | 氏名     | 就任年月日                | 退任年月日                | 備考                                   |
| -- | -------- | ------------------------- | ------------------------- | -------------------------------------- |
| 1  | 匝瑳胤常 | 明治14年（1881年）2月7日  | 明治16年（1883年）6月5日  |                                        |
| 2  | 岡林秀胤 | 明治16年（1883年）6月5日  | 明治18年（1885年）8月18日 |                                        |
| 3  | 俣野景孝 | 明治18年（1885年）8月18日 | 明治23年（1890年）6月16日 |                                        |
| 4  | 小向寛雄 | 明治23年（1890年）6月16日 | 明治24年（1891年）1月15日 |                                        |
| 5  | 川越重徳 | 明治24年（1891年）1月15日 | 明治26年（1893年）5月31日 |                                        |
| 6  | 向日保雄 | 明治26年（1893年）5月31日 | 明治29年（1896年）3月31日 | 交野郡・讃良郡との合併により茨田郡廃止 |